# Cucina asiatica

Localizzazione dell'Asia.

La cucina asiatica include parecchie importanti cucine regionali: est-asiatica, sud-est asiatica, sud-asiatica, centro-asiatica e mediorientale. Una cucina è uno stile caratteristico di pratiche e tradizioni culinarie, solitamente associato a una specifica cultura. L'Asia, essendo il continente più grande e più popoloso, ospita varie culture, molte delle quali hanno la propria cucina caratteristica.
Gli ingredienti comuni a molte culture nelle regioni orientali e sud-orientali del continente includono riso, zenzero, aglio, semi di sesamo, peperoncini rossi, cipolle essiccate, soia e tofu. Frittura al salto, vapore, e frittura profonda sono i metodi di cottura più comuni.
Sebbene il riso sia comune alla maggior parte delle cucine asiatiche, nelle varie regioni sono diffuse varietà diverse. Il riso Basmati è popolare nel subcontinente, il riso Jasmine si trova spesso in tutto il Sud-est, mentre il riso a chicco lungo è popolare in Cina e quello a chicco corto in Giappone e Corea.
Il curry è un piatto comune in Asia meridionale, occidentale e sud-orientale, tuttavia non è così comune nelle cucine est-asiatiche. I piatti al curry con origini in India e altri paesi sud-asiatici hanno di solito una base di yogurt, mentre i curry sud-orientali e orientali usano generalmente il latte di cocco come loro fondamento.

## Cucina est-asiatica

Localizzazione dell'Asia orientale. In alcune definizioni, include anche il Vietnam.

La cucina est-asiatica include il cibo cinese, giapponese, coreano, mongolo e taiwanese. Considerando che questa è la regione più popolosa del mondo, essa ha molte cucine regionali (specialmente la Cina). Esempi di alimenti di base includono riso, spaghetti, fagioli mungo verdi, fagioli di soia, frutti di mare (il Giappone ha il più alto consumo pro capite di frutti di mare), montone (Mongolia), bok choy (cavolo cinese) e tè.    

## Cucina sud-est asiatica

Localizzazione dell'Asia sud-orientale.

La cucina sud-est asiatica pone una forte enfasi su piatti con preparazioni leggere accompagnati da una forte componente aromatica che presenta aromi come il cedro ed erbe aromatiche come la combava, il coriandolo/cilantro e il basilico. Gli ingredienti della regione contrastano con quelli delle cucine asiatico-orientali, sostituendo le salse di pesce al posto della salsa di soia e inserendo  ingredienti come la galanga, il tamarindo e la citronella. I metodi di cottura includono un bilanciamento di frittura al salto, bollitura e vapore.

## Cucina sud-asiatica

Localizzazione dell'Asia meridionale.

La cucina sud-asiatica include le cucine del subcontinente indiano. Gli alimenti di questa area del mondo sono insaporiti con vari tipi di chili, pepe nero, chiodi di garofano e altre erbe aromatiche e spezie forti insieme al burro aromatizzato e al ghi. La curcuma e il cumino sono usati spesso per fare i curry.
Le carni comuni includono agnello, capra, pesce e pollo. Il manzo è meno comune che nelle cucine occidentali perché il bestiame ha un posto speciale nell'induismo, ma è estremamente popolare nell'India meridionale, specialmente tra i cristiani e i musulmani. I divieti contro il manzo si estendono in qualche misura alla carne del bufalo (d'acqua) e dello yak. Il maiale è considerato un alimento tabù da tutti i musulmani ed è evitato dalla maggior parte degli induisti.

## Cucina centro-asiatica

Localizzazione dell'Asia centrale. In alcune definizioni, include anche l'Afghanistan.

La maggior parte delle nazioni centro-asiatiche hanno cucine simili tra loro nonché ai loro vicini dell'Asia occidentale e orientale, da cui prendono molte caratteristiche, particolarmente dalla Mongolia. Un piatto noto "plov" od "osh", ad esempio, è una variazione diffusa del pilaf. Tuttavia, molti degli stessi paesi usano carne di cavallo e montone come le carni più comuni, simili al manzo. Questo è dovuto alla cucina mongola.  In Kazakistan e Kirghizistan, la cucina si è evoluta per soddisfare i bisogni di uno stile di vita nomade.
Il kumis è una bevanda diffusa tra i popoli turchi, specie in Asia centrale.
L'Asia centrale è famosa anche per essere il luogo di origine dello yogurt. Come il kumis, anche questo è diffuso tra i popoli turchi.

## Cucina ovest-asiatica (mediorientale)

Localizzazione dell'Asia occidentale.

La cucina mediorientale è la cucina dei vari paesi e popoli che compongono la regione del Medio Oriente, con l'esclusione dell'Egitto. La cucina della regione è diversificata, pur avendo un certo grado di omogeneità. Tra gli ingredienti comunemente usati vi sono olive e olio di oliva, pite, miele, semi di sesamo, palme da datteri, rhus, ceci, menta e prezzemolo. Alcuni piatti popolari includono il quibe e lo shawerma.
I cereali costituiscono la base della dieta mediorientale, sia storicamente sia oggi. Il frumento e il riso sono le più importanti e preferite fonti di alimenti di base. Anche l'orzo è ampiamente usato nella regione e anche il mais è diventato comune in alcune aree. Il pane è un alimento universale, mangiato in una forma o in un'altra da tutte le classi e i gruppi praticamente a ogni pasto.
Il burro e il burro chiarificato (noto anche come samna) sono, tradizionalmente, il mezzo preferito per cuocere. L'olio d'oliva è prevalente nelle aree costiere mediterranee. I cristiani lo usano durante la Quaresima, quando la carne e i latticini sono esclusi, e gli ebrei lo usano al posto dei grassi animali come il burro per evitare di mescolare la carne e i latticini.
La pecora e il montone sono sempre state le carni preferite del Medio Oriente. Il maiale è proibito sia nell'islam sia nel giudaismo, e come tale si mangia raramente nella regione. Rilevanti nelle preparazioni di carne sono le carni grigliate o i kebab. Gli stufati di carne e verdure, serviti con riso, bulgur o pane, sono un'altra forma di preparazione di carne della regione.
Ortaggi e legumi sono l'ingrediente predominante della grande maggioranza delle persone in Medio Oriente. Sono bolliti, stufati, grigliati, farciti e cucinati con carne e con riso. Tra gli ortaggi a foglia verde, sono ampiamente usate molte varietà di cavolo, spinaci e cardo. Gli ortaggi con radice e bulbo, come cipolle e aglio, nonché carote, rape e barbabietole, sono ugualmente comuni.

## Cucina nord-asiatica

Localizzazione dell'Asia settentrionale.

La cucina nord-asiatica è spesso sinonimo della cucina russa, dato che tutta l'Asia settentrionale fa parte della Federazione Russa. Tuttavia, alcune culture o aree della Siberia hanno una cucina locale, come la cucina jakuta (o sakha) e jamal. Anche i Buriati hanno la propria cucina, sebbene sia molto simile a quella dei Mongoli con loro imparentati.
I pel'meni, originariamente un piatto permiano o ugrico, sono entrati nella cucina russa tradizionale come piatto molto noto, ma possono ancora essere considerati parte della cucina jamal per la sua area d'origine. Alcuni ipotizzano che siano una versione semplificata del wonton cinese. In Siberia, i pel'meni sono surgelati all'aperto per conservare la carne all'interno attraverso il lungo Manser inverno. Nel Jamal, sono comuni altri tipi di essiccazione e conservazione. Gli ingredienti nella maggior parte della cucina siberiana settentrionale includono pesce e mirtilli rossi. Gli Jakuti, come molti altri popoli di lingua turca, usano tradizionalmente il kumis come bevanda comune.